# Карпов, Долмат Фёдорович
Долмат Фёдорович Карпов (?—1571) — воевода, дворецкий и окольничий во времена правления Ивана IV Васильевича Грозного.
Из дворянского рода Карповы, ветвь Рюриковичи. Второй сын окольничего Фёдора Ивановича Карпова. Имел братьев: Ивана Большого, окольничего Ивана Меньшого и воеводу Василия Фёдоровича.
Родоначальник дворян Долматовы-Карповы, по имени которого они получили свою прибавку к фамилии Карповы.

## Биография
В феврале 1547 года на свадьбе царя Ивана Грозного с Анастасией Романовною Юрьевой-Захарьиной государево изголовье в церковь нёс.  В этом же году был: в государевом походе в Коломенское, в ноябре на свадьбе родного брата царя — князя Юрия Васильевича и княжны Иулианы Дмитриевны Палецкой, был дружкой князя, а в декабре отправился с Государем в Казанский поход от Владимира до Нижнего Новгорода, возвратясь по  указанию в Москву.  В 1548 году показан дмитровским дворецким. В 1549 году пожалован в окольничие. В мае и июне 1551 года, в дни празднования свадьбы брата царя  — князя Владимира Андреевича и Евдокии Александровны Нагой у Государя в кривом столе сидел. В этом же году участвует в походе с Государём, стоял под Казанью на царёвом лугу у Кобана-озера, а в августе второй воевода в Туле. В апреле 1551 года отправлен вторым воеводою Сторожевого полка к Казани с царём Шигалеем, где строил город Свияжск и посадил на казанское ханство данного царя. В 1552 году в походе под Казань, по росписи ездил вторым по полкам для осторожности. В 1553 году с Государём в походе против крымцев. В 1555 году находился при царе Шигалее, в апреле на свадьбе двоюродного брата царя Ивана Грозного — князя Владимира Андреевича и княжны Евдокии Романовны Одоевской второй дружка князя. В июле этого же года второй воевода Сторожевого полка в Калуге в связи с крымской угрозою. В 1556 году вновь в походе с Государём против крымцев.  В июле 1557 года семнадцатый в государевом походе в Коломну в связи с крымской угрозою. В марте 1559 года послан третьим воеводою Сторожевого полка против крымцев, стоял на поле под Тулою, разбил неприятеля и выгнал их за пределы московского государства. В 1562 году второй воевода Сторожевого полка в Серпухове. В ноябре 1563 года двенадцатый в государевом походе к Полоцку, а после взятия города пятый воевода в Коломне. В сентябре 1566 года назначен девятым в Думе правления Москвой. В 1567 году указано ему, когда боярин и князь Бельский пойдёт с войском на берег Оки, остаться в Москве пятым для её бережения. В 1568 году первый воевода в Астрахани. В 1569 году первый воевода в Дедилове, а в сходе с другими воеводами быть первым же воеводою Передового полка. В 1570 году годовал первым воеводой в Астрахани.
Умер в 1571 году.

## Семья
От брака с неизвестной имел детей:
- Долматов-Карпов Михаил Долматович — воевода, наместник и дворецкий.
- Долматов-Карпов Иван Долматович — воевода и наместник.